# Аквафаба

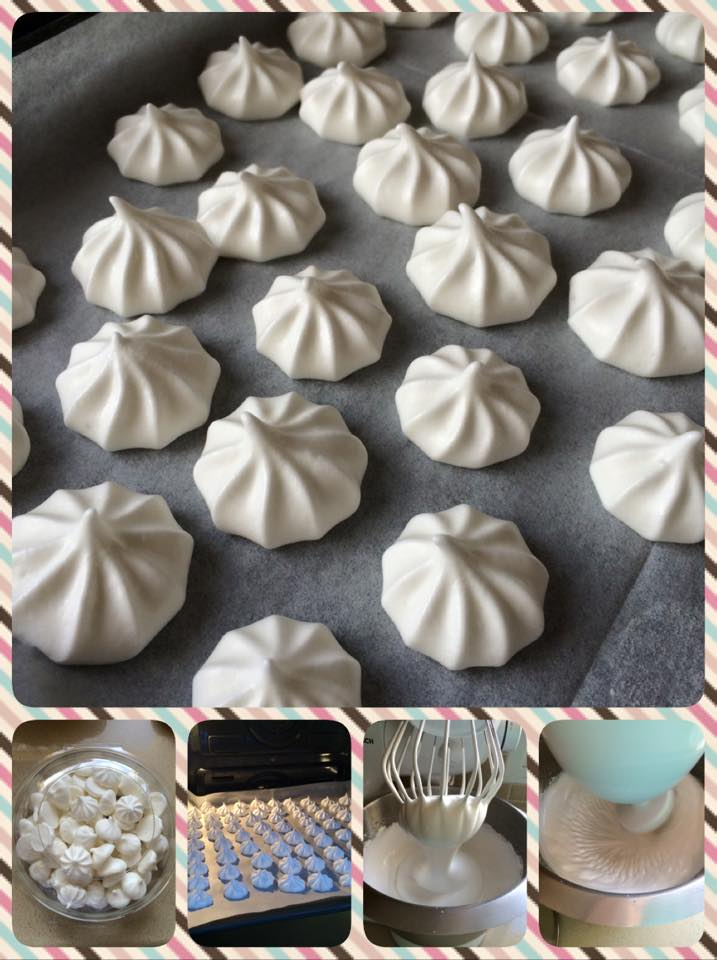
Меренги, вироблені з аквафаби.

Аквафаба (від лат. aqua — вода, faba — квасоля, боби) — це назва в'язкої рідини, отриманої в результаті відіварювання плодів бобових культур таких, як нут, квасоля, горох.
Завдяки своїй здатності імітувати функціональні якості яєчного білка, аквафаба може  бути використана як  пряма заміна яєчних білків у деяких кулінарних рецептах. Її склад особливо добре підходить для використання людьми, які дотримуються дієти, за етичними та релігійними причинами, щоб уникнути використання яєць. 

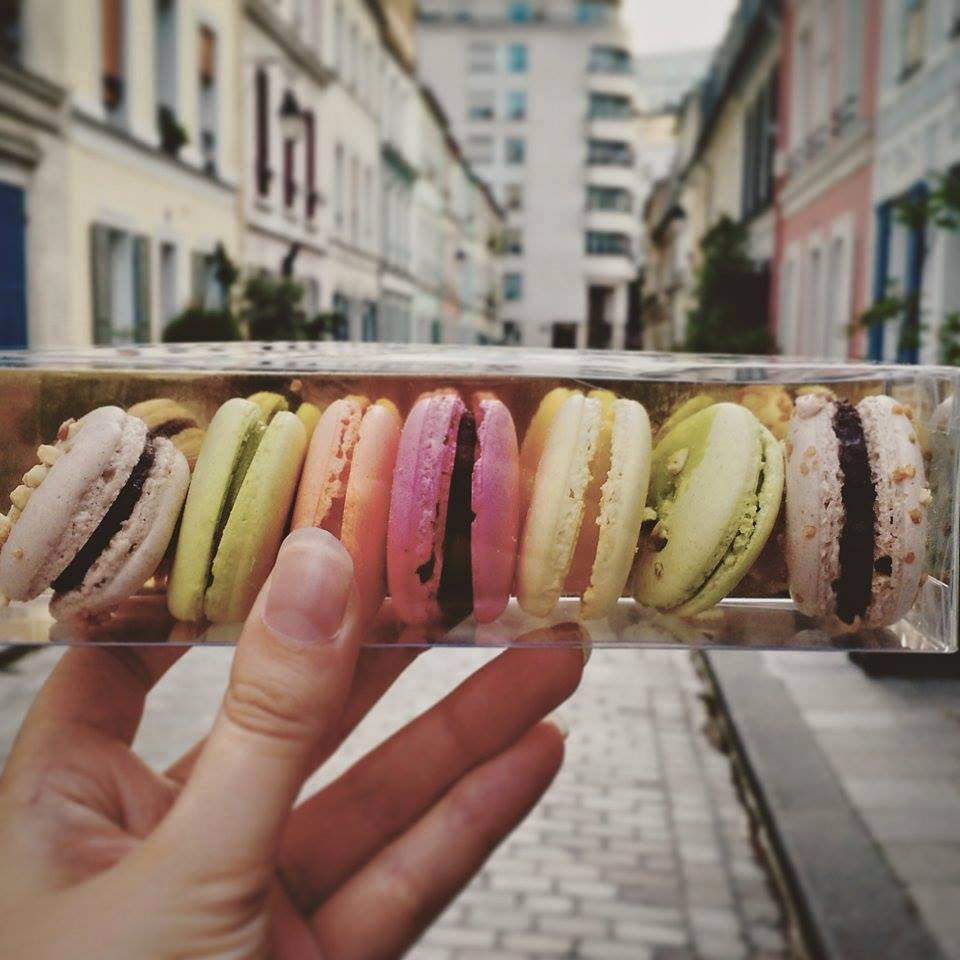
Французькі кольорові макарони з аквафабою
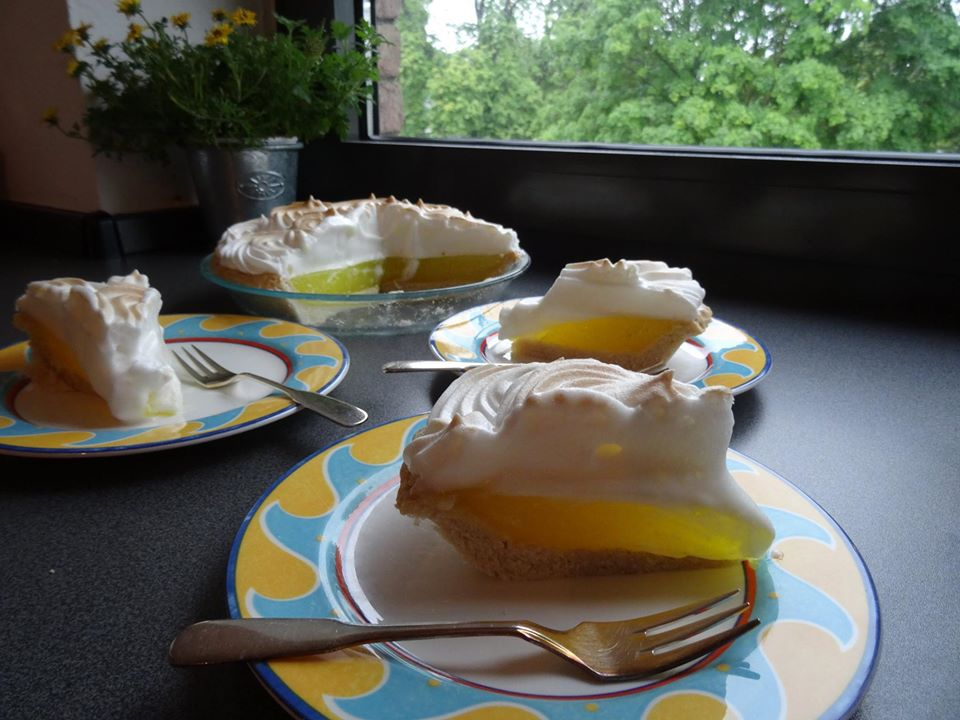
Лимонний пиріг з аквафабою